# Kammergut Heichelheim

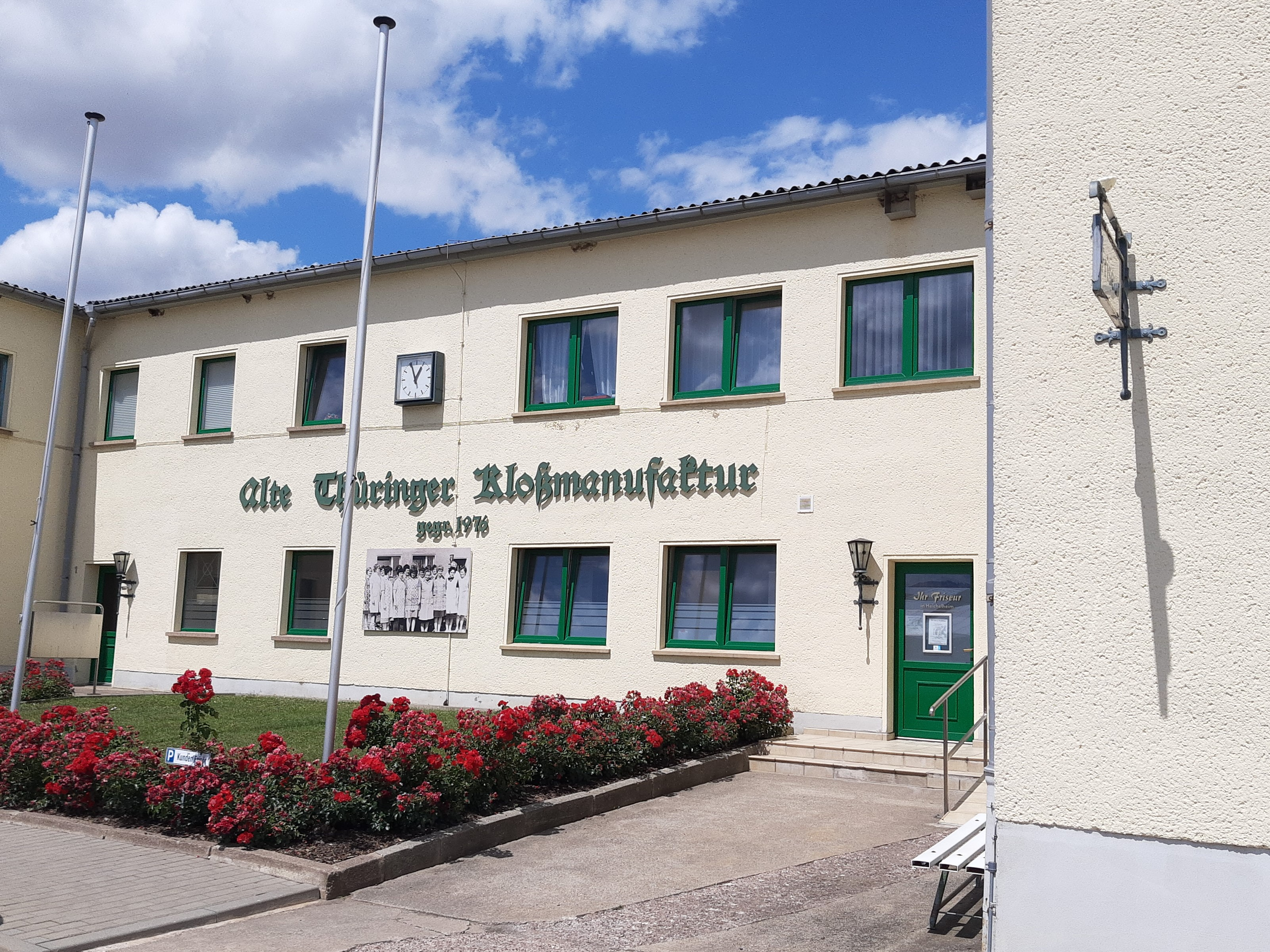
Alte Thüringer Kloßmanufaktur

Das ehemalige Kammergut Heichelheim befindet sich im Ortsteil Heichelheim der Gemeinde Am Ettersberg im Landkreis Weimarer Land in Thüringen.
Im Jahre 1741 wurde das Wurm’sche Rittergut zu einem herzoglichen Kammergut, nachdem es „sub hasta“, also als Folge einer Zwangsvollstreckung, übernommen wurde.
Bereits 1739 ließ Herzog Ernst August I. (Sachsen-Weimar-Eisenach) in Heichelheim bei Weimar auf dem Kammergut Heichelheim Kartoffeln anbauen.
Auf dem ehemaligen Kammergut sind das Thüringer Kloßmuseum und das Speiseeismuseum beheimatet.
Am ehemaligen Kammergut gibt es eine Inschriftentafel, die auf der Liste der Kulturdenkmale in Am Ettersberg verzeichnet ist.